# Kadrina socken
Kadrina socken (estniska: Kadrina kihelkond, tyska: Kirchspiel St. Katharinen) var en socken i det historiska landskapet Wierland (Virumaa). Socknens kyrkby var Kadrina (tyska: St. Katharinen).